# Хомбецу
Хомбе́цу (яп. 本別町 Хомбэцу-тё:) — посёлок в Японии, находящийся в уезде Накагава округа Токати губернаторства Хоккайдо. Площадь посёлка составляет 391,99 км², население — 7797 человек (30 июня 2014), плотность населения — 19,89 чел./км².

## Географическое положение
Посёлок расположен на острове Хоккайдо в губернаторстве Хоккайдо. С ним граничат посёлки Сихоро, Камисихоро, Асёро, Икеда, Урахоро, Сиранука.

## Население
Население посёлка составляет 7797 человек (30 июня 2014), а плотность — 19,89 чел./км². Изменение численности населения с 1980 по 2005 годы:
| 1980 | 13 253 чел. |  |
| 1985 | 12 534 чел. |  |
| 1990 | 11 484 чел. |  |
| 1995 | 10 336 чел. |  |
| 2000 | 10 021 чел. |  |
| 2005 | 9072 чел.   |  |

## Символика
Деревом посёлка считается дуб зубчатый, цветком — рододендрон даурский.